# Les Deux Marseillaises
Pour plus de détails, voir Fiche technique et Distribution.
Les Deux Marseillaises est un film documentaire français réalisé par Jean-Louis Comolli et André S. Labarthe, sorti en 1968.

## Synopsis
La campagne des élections législatives de juin 1968 à Asnières avec les trois principaux candidats : Albin Chalandon (UDR), Claude Denis (PCF) et Roger Hanin (FGDS). Jour après jour, les réalisateurs ont filmé les réunions, meetings et allocutions des trois candidats, en restituant l'ambiance politique de l'époque par les discours et les réactions du public à l'annonce des résultats
.

## Fiche technique
- Titre : Les Deux Marseillaises
- Réalisation : Jean-Louis Comolli et André S. Labarthe
- Photographie : Daniel Cardot, Jean-Yves Coic, Philippe Théaudière
- Montage : Lise Beaulieu, Dominique Villain
- Production : Argos Films
- Pays :  France
- Genre : Documentaire
- Durée : 110 minutes
- Date de sortie : France - 27 novembre 1968

## Distribution
- Roger Hanin ;
- Albin Chalandon ;
- Claude Denis ;
- René Andrieu ;
- Michel Maurice-Bokanowski ;
- Jean-François Revel ;
- Francis Perrin ;
- Charles de Gaulle (voix) ;
- Paul Guimard ;
- Germaine Truffy.

## Hommage
En 2018, la commune de Gennevilliers célèbre les 50 ans de Mai 68 en organisant, au cinéma Jean Vigo, une projection du film suivie d'un débat « Les soixante-huitards de Gennevilliers se retrouvent ».

## Sélection
- Festival de Venise de 1969[4].